# Lipliūnai
Lipliūnai är en ort i Litauen. Den ligger i den centrala delen av landet, 110 km nordväst om huvudstaden Vilnius. Lipliūnai ligger 52 meter över havet och antalet invånare är 192.
Terrängen runt Lipliūnai är platt. Runt Lipliūnai är det ganska glesbefolkat, med 42 invånare per kvadratkilometer. Närmaste större samhälle är Kėdainiai, 7,2 km öster om Lipliūnai. Trakten runt Lipliūnai består till största delen av jordbruksmark.